# Willa Orla w Gdyni
Willa Orla w Gdyni – zabytkowa willa w Gdyni w stylu zakopiańskim. Mieści się w dzielnicy Kamienna Góra przy ul. Kasprowicza 2.
Została zbudowana w latach 1927–1928. Od 1984 widnieje w rejestrze zabytków. 7/8 maja 2016 w willi wybuchł pożar w wyniku którego spłonęło poddasze obiektu. Tego samego dnia odbyły się oględziny z udziałem Pomorskiego Wojewódzkiego Konserwatora Zabytków, który zapowiedział, że willę mimo pożaru można uratować.